# Château de Massafra
Le château de Massafra est une forteresse médiévale située au centre historique de la commune de Massafra, province de Tarente dans les Pouilles,.
Sa structure et ses motifs architecturaux sont similaires à ceux des autres châteaux des Pouilles, avec quatre tours disposées en quadrilatère et reliées par des murs de la ville. Trois tours ont un plan circulaire tandis que la tour sud-est est octogonale.

## Historique
Les premières mentions fiables du château remontent à 970. Dans un acte de 1081, le château apparaît comme la propriété de Richard de Salerne. Sous le règne de la Maison d'Anjou-Sicile, le château prend l'apparence d'une forteresse avec des bastions et des tours crénelées. Elle subit d'autres transformations sous la Couronne d'Aragon et au XVIIIe siècle, la famille impériale reconstruit la tour octogonale et la façade face au ravin, œuvre de l'architecte de Lecce Mauro Manieri (it).
Le château passa ensuite entre les mains de différents propriétaires et fut finalement racheté par la commune de Massafra.

## Description
L'entrée principale, Via La Terra, mène à ce qu'on appelle la place d'armes et mène à une rampe qui menait au pont-levis sur la façade du château, dont les poulies sont encore visibles, et de là à la cour intérieure de le château ; Il y avait aussi un puits sur la place. Un escalier dans la cour intérieure du château permet d'accéder à l'étage supérieur où se trouvaient les pièces de la demeure seigneuriale. Aux étages inférieurs se trouvaient des pièces utilisées pour différents usages : écurie, grange, armurerie, prisons (correspondant aux tours de la via La Terra et à la tour octogonale), entrepôts, glacière et magasin à poix pour les torches. Il y avait aussi une chapelle dédiée à saint Laurent. Selon la tradition populaire, il existerait des passages secrets et un tunnel qui relierait le château à la mer.
Au cours de la seconde moitié du XXe siècle, plusieurs restaurations furent réalisées sur la structure : en 1965 la tour sud-ouest, effondrée, fut réparée, et en 1975 le parapet qui s'était effondré. Vers 2000, la tour est a été consolidée et la place devant le château a été réaménagée ; un ascenseur moderne a été installé.
Les salles du château servent de siège à la « Bibliothèque Civique » et au « Musée Civique historique et archéologique de la civilisation de l'huile et du vin ».
En 2007, le château a été représenté, comme symbole de la ville de Massafra, dans un timbre émis le 13 avril 2007.
Depuis le 23 mars 2014, par concession de la municipalité de Massafra, certaines salles du château abritent le siège de la délégation provinciale de Tarente de l'Istituto nazionale per la guardia d'onore alle reali tombe del Pantheon (it), nommé d'après et dédié à la mémoire de Maresciallo CC Carlo De Trizio, tombé à An Nasiriya en Irak le 27 avril.

## Galerie

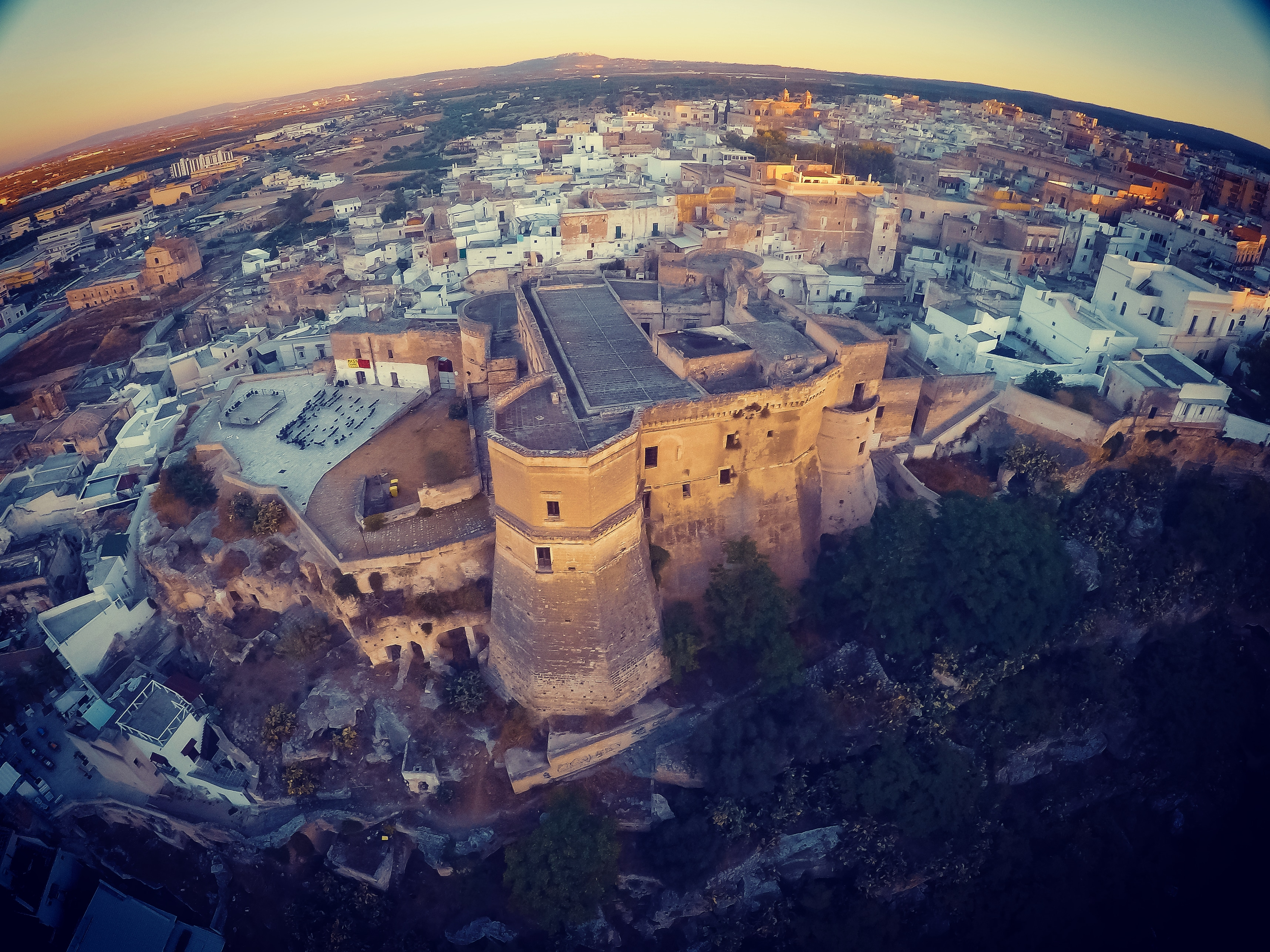
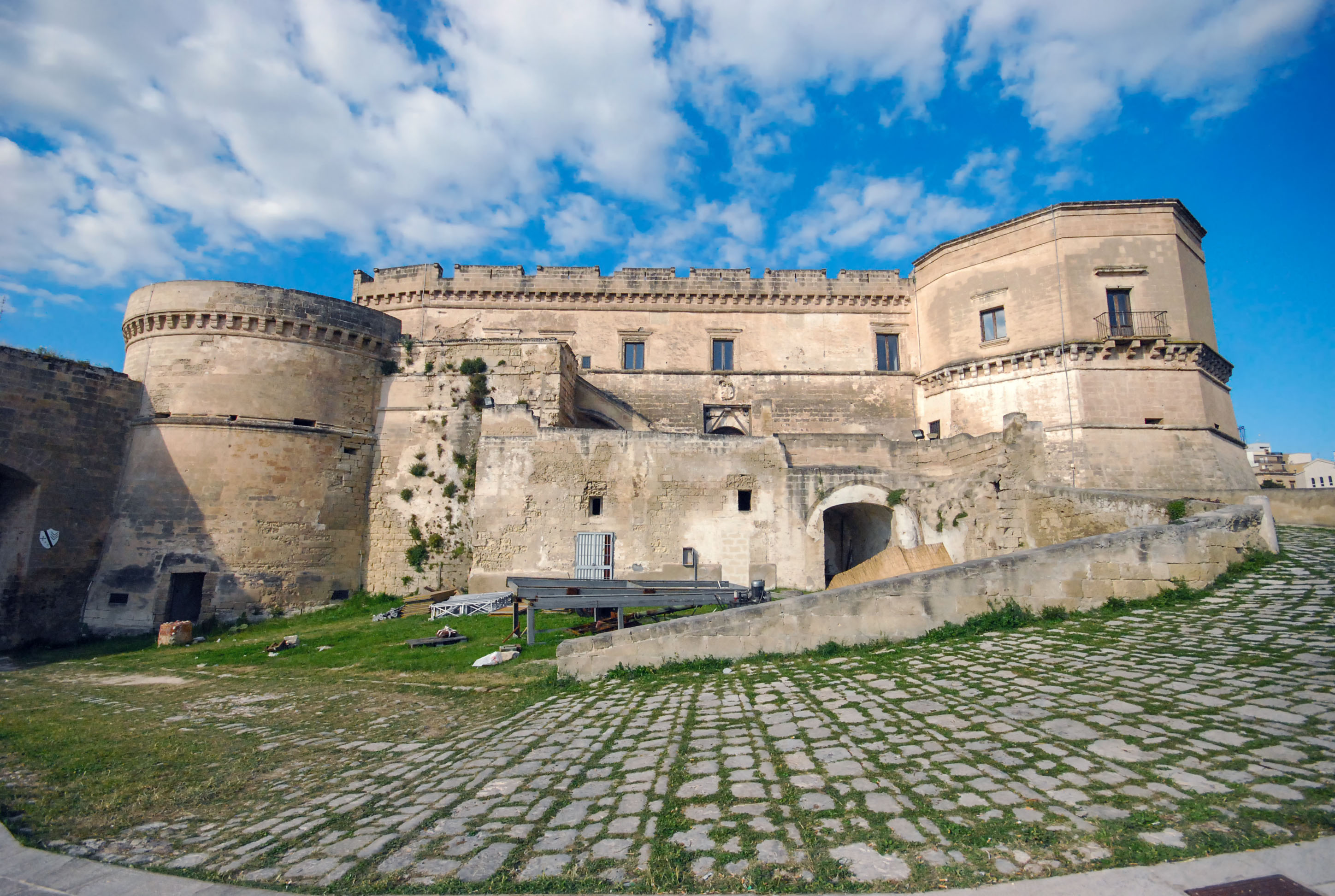